# دراواسابولچ
دراواسابولچ (به مجاری:  Drávaszabolcs) یک منطقهٔ مسکونی در مجارستان است که در ناحیه شیکلوش واقع شده‌است.